# Giro d'Itàlia de 2009
El Giro d'Itàlia de 2009 és la 92a edició del Giro d'Itàlia, però alhora és l'any del centenari des de la disputa de la primera edició del Giro, el 1909. Es disputà entre el 9 i el 31 de maig de 2009, amb sortida a Venècia i arribada a Roma. El vencedor final fou el rus Denís Ménxov, per davant de Carlos Sastre i Ivan Basso.

## Principals favorits
L'equip Astana va decidir no incloure el vencedor vigent de la cursa, l'espanyol Alberto Contador, però si que duu entre els seus integrants l'estatunidenc Lance Armstrong, que d'aquesta manera participa en la seva primera gran volta des del retorn a la competició a primers de 2009.
Els principals favorits per a la victòria final són: Ivan Basso, Levi Leipheimer, Lance Armstrong, Damiano Cunego, Carlos Sastre, Gilberto Simoni, Danilo Di Luca, Marzio Bruseghin i Denís Ménxov. Amb tot, el recorregut d'aquesta edició del Giro, amb tres contrarellotges, una d'elles molt llarga a mitja cursa, afavoreix principalment a Leipheimer, el qual té un gran equip al seu voltat, amb Armstrong, Iaroslav Popòvitx i Janez Brajkovič.
Sols sis etapes es poden considerar favorables a l'arribada a l'esprint. Els principals velocistes d'aquesta edición són: Alessandro Petacchi, Mark Cavendish, Allan Davis, Robert Hunter, Tyler Farrar, Robert Förster i Juan José Haedo.

## Equips participants
Vint-i-dos equips prenen part en el Giro. D'aquests n'hi ha 15 que són equips ProTour i set que formen part del circuit Continental Professional. Hi ha dos equips ProTour que van decicir no participar-hi, els equips francesos Cofidisi FDJ), mentre que l'Euskaltel–Euskadi no va ser convidat. El Fuji-Servetto tampoc no fou convidat en un primer moment, però el 23 d'abril va rebre la invitació per part de l'organització del Giro.
| - Alemanya - Bèlgica - Dinamarca - Espanya | - Estats Units - França - Irlanda | - Itàlia - Kazakhstan - Països Baixos | - Regne Unit - Rússia - Suïssa - Veneçuela |

## Recorregut

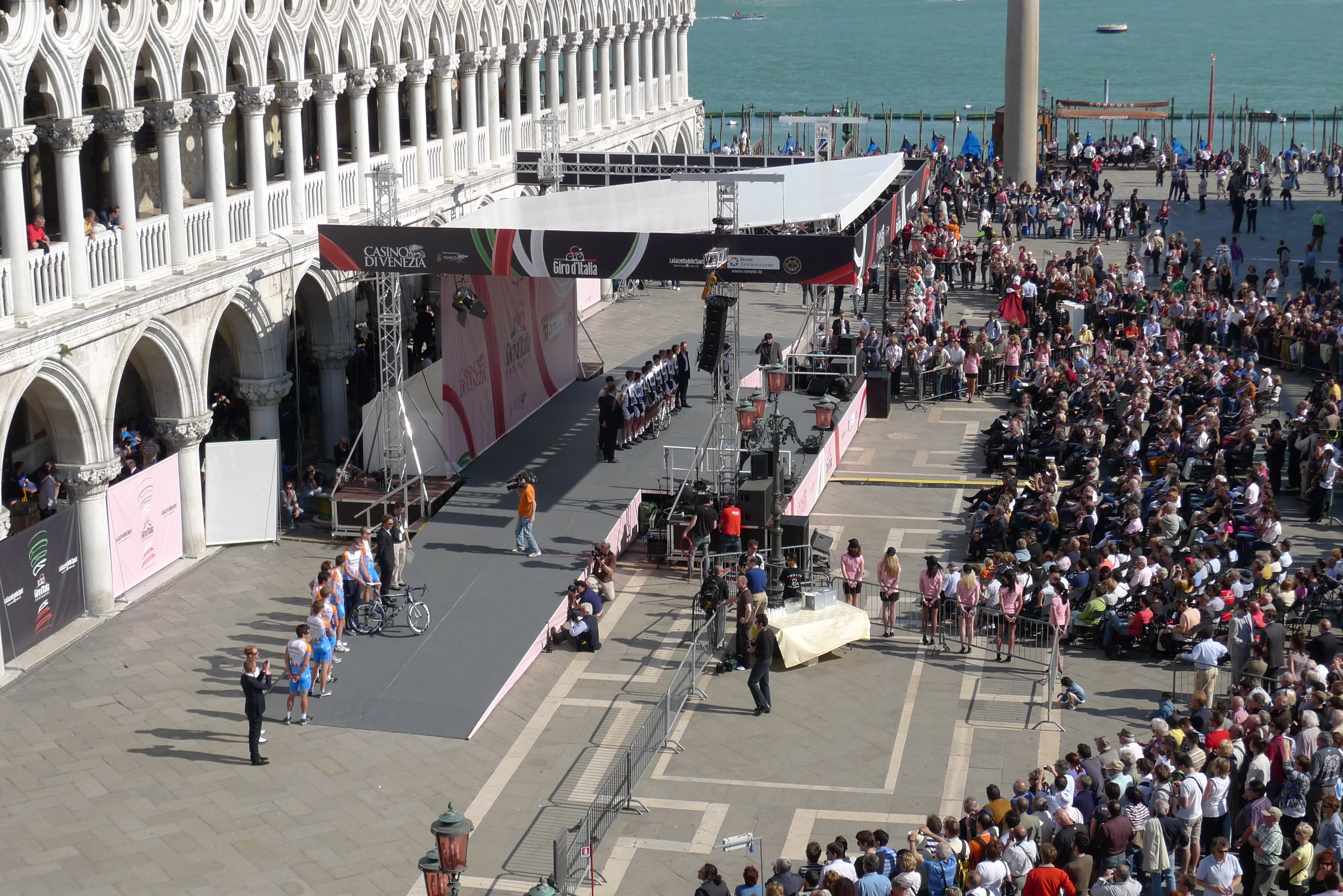
Presentació dels equips del Giro 2009 a Venècia

| 1  | 9 de maig  | Lido de Venècia                       | 20,5 km        | Contrarellotge per equips  | Contrarellotge per equips  |                |                |
| 2  | 10 de maig | Jesolo - Trieste                      | 156 km         | Etapa plana                | Etapa plana                |                |                |
| 3  | 11 de maig | Grado - Valdobbiadene                 | 198 km         | Etapa plana                | Etapa plana                |                |                |
| 4  | 12 de maig | Pàdua - San Martino di Castrozza      | 162 km         | Etapa de muntanya          | Etapa de muntanya          |                |                |
| 5  | 13 de maig | San Martino di Castrozza - Kastelruth | 125 km         | Etapa de muntanya          | Etapa de muntanya          |                |                |
| 6  | 14 de maig | Brixen - Mayrhofen                    | 248 km         | Etapa de mitja muntanya    | Etapa de mitja muntanya    |                |                |
| 7  | 15 de maig | Innsbruck - Chiavenna                 | 244 km         | Etapa de mitja muntanya    | Etapa de mitja muntanya    |                |                |
| 8  | 16 de maig | Morbegno - Bergamo                    | 209 km         | Etapa de mitja muntanya    | Etapa de mitja muntanya    |                |                |
| 9  | 17 de maig | Milà circuit urbà                     | 163 km         | Etapa plana                | Etapa plana                |                |                |
|    | 18 de maig | Dia de descans                        | Dia de descans | Dia de descans             | Dia de descans             | Dia de descans | Dia de descans |
| 10 | 19 de maig | Cuneo - Pinerolo                      | 262 km         | Etapa de muntanya          | Etapa de muntanya          |                |                |
| 11 | 20 de maig | Torí - Arenzano                       | 214 km         | Etapa plana                | Etapa plana                |                |                |
| 12 | 21 de maig | Sestri Levante - Riomaggiore          | 60,6 km        | Contrarellotge inidividual | Contrarellotge inidividual |                |                |
| 13 | 22 de maig | Camaiore - Florència                  | 176 km         | Etapa plana                | Etapa plana                |                |                |
| 14 | 23 de maig | Campi Bisenzio - Bolonya              | 172 km         | Etapa de muntanya          | Etapa de muntanya          |                |                |
| 15 | 24 de maig | Forlì - Faenza                        | 161 km         | Etapa de muntanya          | Etapa de muntanya          |                |                |
| 16 | 25 de maig | Pergola - Cagli                       | 237 km         | Etapa de muntanya          | Etapa de muntanya          |                |                |
|    | 26 de maig | Dia de descans                        | Dia de descans | Dia de descans             | Dia de descans             | Dia de descans | Dia de descans |
| 17 | 27 de maig | Chieti - Blockhaus                    | 83 km          | Etapa de muntanya          | Etapa de muntanya          |                |                |
| 18 | 28 de maig | Sulmona - Benevento                   | 182 km         | Etapa plana                | Etapa plana                |                |                |
| 19 | 29 de maig | Avellino - Vesuvi                     | 164 km         | Etapa de muntanya          | Etapa de muntanya          |                |                |
| 20 | 30 de maig | Nàpols - Anagni                       | 203 km         | Etapa plana                | Etapa plana                |                |                |
| 21 | 31 de maig | Roma                                  | 14,4 km        | Contrarellotge inidividual | Contrarellotge inidividual |                |                |

## Etapes
Etapa 1. Lido de Venècia. 9 de maig de 2009. 20,5 km CRE.
El Giro de 2009 va començar amb una contrarellotge per equips de 20,5 km, totalment plans, pels carrers de Venècia.
El Team Columbia-High Road va ser el primer equip a prendre la sortida, aconseguint un temps que no fou superat per cap altre equip, aconseguint d'aquesta manera el primer triomf d'etapa i el lideratge de la cursa per a Mark Cavendish, el primer ciclista de l'equip en creuar la línia d'arribada. Tots els ciclistes de l'equip van arribar junts a meta, cosa gens habitual en aquesta mena d'etapes i que sols repetí el Caisse d'Epargne, tot i que a més d'un minut de diferència.
El Garmin-Slipstream, que volia repetir el triomf aconseguit en l'edició anterior, acabà en segona posició, a 6" del Team Columbia-High Road. Arribaren a la meta amb sols 5 ciclistes, el mínim exigit per la normativa, ja que el temps es pren sobre el cinquè ciclista de l'equip que creuar la línia d'arribada.
|   | Equip                   | Temps   |
| - | ----------------------- | ------- |
| 1 | Team Columbia-High Road | 21' 50" |
| 2 | Garmin-Slipstream       | + 6"    |
| 3 | Astana Qazaqstan Team   | + 13"   |
| 4 | LPR Brakes-Farnese Vini | + 22"   |
| 5 | Team ISD                | + 27"   |

|   | Ciclista             | Equip                   | Temps   |
| - | -------------------- | ----------------------- | ------- |
| 1 | Mark Cavendish       | Team Columbia-High Road | 21' 50" |
| 2 | Marco Pinotti        | Team Columbia-High Road | m. t.   |
| 3 | Edvald Boasson Hagen | Team Columbia-High Road | m. t.   |
| 4 | Michael Rogers       | Team Columbia-High Road | m. t.   |
| 5 | Thomas Lövkvist      | Team Columbia-High Road | m. t.   |

Etapa 2. Jesolo - Trieste. 10 de maig de 2009. 156 km
La segona etapa té un recorregut pràcticament pla, amb sols un petit port de muntanya a la part final per tal d'atorgar els primers punts del mallot verd. La part final de l'etapa discorre per un circuit d'11 km pels voltants de Trieste al qual han de donar tres voltes. En aquest circuit és on hi ha el petit turó a Montebello, els punts del qual s'atorguen en el seu segon pas.
Leonardo Scarselli fou el protagonista del dia, amb una llarga escapada de 120 km i 8' 20" de diferència màxima sobre el gran grup. Amb tot a 50 km de l'arribada la diferència va començar a disminuir i finalment fou atrapat pel gran grup durant la segona volta al circuit urbà. David García Dapena fou el primer classificat al port de muntanya. Alessandro Petacchi fou el vencedor de l'etapa per davant de Mark Cavendish.
|   | Ciclista            | Equip                   | Temps      |
| - | ------------------- | ----------------------- | ---------- |
| 1 | Alessandro Petacchi | LPR Brakes-Farnese Vini | 3h 43' 07" |
| 2 | Mark Cavendish      | Team Columbia-High Road | m. t.      |
| 3 | Ben Swift           | Team Katusha            | m. t.      |
| 4 | Allan Davis         | Quick Step              | m. t.      |
| 5 | Tyler Farrar        | Garmin-Slipstream       | m. t.      |

|   | Ciclista             | Equip                   | Temps      |
| - | -------------------- | ----------------------- | ---------- |
| 1 | Mark Cavendish       | Team Columbia-High Road | 4h 04' 43" |
| 2 | Mark Renshaw         | Team Columbia-High Road | + 14"      |
| 3 | Michael Rogers       | Team Columbia-High Road | + 14"      |
| 4 | Thomas Lövkvist      | Team Columbia-High Road | + 14"      |
| 5 | Edvald Boasson Hagen | Team Columbia-High Road | + 14"      |

Etapa 3. Grado - Valdobbiadene. 11 de maig de 2009. 198 km
Una nova etapa plana amb una sola dificultat muntanyosa de tercera cateogoria a falta de 40 km per a l'arribada.
Una primera escapada formada per cinc ciclistes va animar la primera part de la cursa, fins que aquests foren agafats pel gran grup després de l'única dificultat muntanyosa del dia. Quan semblava que tot es decidiria en un nombrós esprint entre els millors esprínters una caiguda molt nombrosa a falta de 10 km en què es van veure involucrats, entre d'altres, Mark Cavendish i Denís Ménxov, va provocar canvis a la general. Alessandro Petacchi va tornar a guanyar l'etapa i aconseguí el lideratge de la cursa.
|   | Ciclista            | Equip                       | Temps      |
| - | ------------------- | --------------------------- | ---------- |
| 1 | Alessandro Petacchi | LPR Brakes-Farnese Vini     | 4h 45' 27" |
| 2 | Tyler Farrar        | Garmin-Slipstream           | m. t.      |
| 3 | Francesco Gavazzi   | Lampre-NGC                  | m. t.      |
| 4 | Dario Cataldo       | Quick-Step Alpha Vinyl Team | m. t.      |
| 5 | Damiano Cunego      | Lampre-NGC                  | m. t.      |

|   | Ciclista            | Equip                   | Temps      |
| - | ------------------- | ----------------------- | ---------- |
| 1 | Alessandro Petacchi | LPR Brakes-Farnese Vini | 8h 50' 06" |
| 2 | Tyler Farrar        | Garmin-Slipstream       | + 8"       |
| 3 | Michael Rogers      | Team Columbia-High Road | + 18"      |
| 4 | Thomas Lövkvist     | Team Columbia-High Road | + 18"      |
| 5 | Lance Armstrong     | Astana Qazaqstan Team   | + 31"      |

Etapa 4. Pàdua - San Martino di Castrozza. 12 de maig de 2009. 162 km
Aquesta és la primera etapa de muntanya del Giro, amb dos ports de muntanya, la Croce d'Aune al km 120 i San Martino di Castrozza, a l'arribada.
L'etapa va estar marcada per una escapada formada per 6 ciclistes que arribaren a tenir 6' sobre el gran grup. Dels sis el que arribà més amunt en solitari fou l'alemany Jens Voigt, que fou caçat a manca de 2 km de l'arribada. El grup dels favorits pujà el darrer port agrupat i sols destaca l'atac del colombià Mauricio Soler, el qual va estar a punt de guanyar l'etapa, però un darrer esforç de Danilo Di Luca el va dur a la victòria. El nou líder és el suec Thomas Lövkvist.
|     | Ciclista          | Equip                        | Temps      |
| --- | ----------------- | ---------------------------- | ---------- |
| DSQ | Danilo Di Luca    | LPR Brakes-Farnese Vini      | 4h 15' 04" |
| 1   | Stefano Garzelli  | Acqua & Sapone-Caffè Mokambo | m. t.      |
| DSQ | Franco Pellizotti | Liquigas                     | m. t.      |
| 4   | Mauricio Soler    | Barloworld                   | m. t.      |
| 5   | Gilberto Simoni   | Diquigiovanni-Androni        | m. t.      |

|   | Ciclista          | Equip                   | Temps       |
| - | ----------------- | ----------------------- | ----------- |
| 1 | Thomas Lövkvist   | Team Columbia-High Road | 13h 05' 28" |
| 2 | Danilo Di Luca    | LPR Brakes-Farnese Vini | + 2"        |
| 3 | Michael Rogers    | Team Columbia-High Road | + 6"        |
| 4 | Iaroslav Popòvitx | Astana Qazaqstan Team   | + 26"       |
| 5 | Levi Leipheimer   | Astana Qazaqstan Team   | + 26"       |

Etapa 5. San Martino di Castrozza - Alpe di Suisi. 13 de maig de 2009. 125 km
És la segona etapa de muntanya consecutiva a la zona de les Dolomites, sent una de les etapes més curtes del present Giro. D'inici els ciclistes es troben un port de segona categoria, per tot seguit iniciar un llarg descens i un recorregut força pla fins a arribar als darrers 25 km, de pujada fins a la meta situada a Alpe di Suisi.
En el primer port es produeix l'etapa de la jornada, formada per set ciclistes. La diferència més gran fou d'uns cinc minuts, i tot i la presència d'alguns escaladors la duresa del darrer port feu que fossin absorbits quan faltaven 10 km per a l'arribada. A partir d'aquell moment l'equip Liquigas es posà a tirar del gran grup en favor del seu líder, Ivan Basso, cosa que posà en veritables dificultats alguns dels favorits. Lance Armstrong no va poder aguantar el fort ritme i es despenjà a manca de 6 km. Finalment el vencedor l'etapa fou Denís Ménxov i el nou líder Danilo Di Luca.
|   | Ciclista        | Equip                   | Temps      |
| - | --------------- | ----------------------- | ---------- |
| 1 | Denís Ménxov    | Rabobank ProTeam        | 3h 15' 24" |
| 2 | Danilo Di Luca  | LPR Brakes-Farnese Vini | + 2"       |
| 3 | Thomas Lövkvist | Team Columbia-High Road | + 5"       |
| 4 | Ivan Basso      | Liquigas                | + 5"       |
| 5 | Levi Leipheimer | Astana Qazaqstan Team   | + 9"       |

|   | Ciclista        | Equip                   | Temps       |
| - | --------------- | ----------------------- | ----------- |
| 1 | Danilo Di Luca  | LPR Brakes-Farnese Vini | 16h 20' 44" |
| 2 | Thomas Lövkvist | Team Columbia-High Road | + 5"        |
| 3 | Michael Rogers  | Team Columbia-High Road | + 36"       |
| 4 | Levi Leipheimer | Astana Qazaqstan Team   | + 43"       |
| 5 | Denís Ménxov    | Rabobank ProTeam        | + 50"       |

Etapa 6. Brixen -  Mayrhofen. 14 de maig de 2009. 248 km
Aquesta és una de les etapes més llargues d'aquest Giro, en què la cursa entra en terres austríaques. Dos ports de muntanya, el segon d'ells de primera categoria, han de superar els ciclistes. El darrer port es troba a 45 km de l'arribada, i un cop acabat el descens els ciclistes han d'afrontar un fals pla d'11 km fins a l'arribada final.
Als 50 km de la cursa es formà l'escapada del dia formada per 5 ciclistes. En aquesta escapada hi havia, entre d'altres Michele Scarponi i Vassil Kirienka que foren els que arribaren més lluny. A manca de 10 km Kirienka començà a tenir rampes a les cames i hagué d'abaixar el ritme, deixant que Scarponi es fes en solitari amb l'etapa. Pel darrere el gran grup, tot i intentar-ho no pogué agafar-lo, arribant a poc més de mig minut.
|   | Ciclista             | Equip                       | Temps      |
| - | -------------------- | --------------------------- | ---------- |
| 1 | Michele Scarponi     | Diquigiovanni-Androni       | 5h 49' 55" |
| 2 | Edvald Boasson Hagen | Team Columbia-High Road     | + 32"      |
| 3 | Allan Davis          | Quick-Step Alpha Vinyl Team | m. t.      |
| 4 | Filippo Pozzato      | Team Katusha                | m. t.      |
| 5 | Matthew Goss         | Team Saxo Bank              | m. t.      |

|   | Ciclista        | Equip                   | Temps       |
| - | --------------- | ----------------------- | ----------- |
| 1 | Danilo Di Luca  | LPR Brakes-Farnese Vini | 22h 11' 15" |
| 2 | Thomas Lövkvist | Team Columbia-High Road | + 5"        |
| 3 | Michael Rogers  | Team Columbia-High Road | + 36"       |
| 4 | Levi Leipheimer | Astana Qazaqstan Team   | + 43"       |
| 5 | Denís Ménxov    | Rabobank ProTeam        | + 50"       |

Etapa 7.  Innsbruck - Chiavenna. 15 de maig de 2009. 244 km
Després del pas per Àustria la cursa rosa torna a Itàlia, tot passant per Suïssa. Una sola dificultat muntanyosa, al km 207, es trobaran els ciclistes, el Passo Maloja. Des del començament de l'etapa fins al port la carretera va pujant lentament, però en aquell punt s'inicia un ràpid i brusc descens fins a Chiavenna.
L'etapa va estar marcada per la pluja que va caure durant bona part de l'etapa. Una escapada formada per 5 corredors es va disputar el triomf d'etapa. Alessandro Bertolini ho intentà en el descens del port, però finalment arribaren junts a la meta i l'esprint el guanyà Edvald Boasson Hagen.
|   | Ciclista             | Equip                   | Temps      |
| - | -------------------- | ----------------------- | ---------- |
| 1 | Edvald Boasson Hagen | Team Columbia-High Road | 5h 56' 53" |
| 2 | Robert Hunter        | Barloworld              | m. t.      |
| 3 | Pàvel Brut           | Team Katusha            | m. t.      |
| 4 | Davide Viganò        | Fuji-Servetto           | m. t.      |
| 5 | Alessandro Bertolini | Diquigiovanni-Androni   | m. t.      |

|   | Ciclista        | Equip                   | Temps       |
| - | --------------- | ----------------------- | ----------- |
| 1 | Danilo Di Luca  | LPR Brakes-Farnese Vini | 28h 08' 48" |
| 2 | Thomas Lövkvist | Team Columbia-High Road | + 5"        |
| 3 | Michael Rogers  | Team Columbia-High Road | + 36"       |
| 4 | Levi Leipheimer | Astana Qazaqstan Team   | + 43"       |
| 5 | Denís Ménxov    | Rabobank ProTeam        | + 50"       |

Etapa 8. Morbegno - Bergamo. 16 de maig de 2009. 209 km
En aquesta etapa els ciclistes s'han d'enfrontar a dos ports de muntanya, el darrer d'ells a poc més de 20 km de l'arribada. Amb tot, a poc més de 3 km per a l'arribada hi ha una petita ascensió no puntuable, amb una baixa molt complicada i perillosa
L'etapa va estar marcada per la greu caiguda patida per l'espanyol Pedro Horrillo, de l'equip Rabobank ProTeam, durant el descens del port Culmine di San Pietro. Horrillo hagué de ser evacuat en helicòpter a un hospital on es recupera de les ferides patides.
Les diferents escapades que hi hagué durant l'etapa no van arribar a bon port. En algunes d'aquestes escapades hi van prendre part alguns dels favorits a la victòria final, com ara Stefano Garzelli, Michael Rogers o Levi Leipheimer. Sols la darrera d'elles, la protagonitzada per Kanstantsín Siutsou, arribà a bon port. Danilo Di Luca augmentà la diferència en 8" en quedar en tercera posició de l'etapa.
|   | Ciclista             | Equip                   | Temps      |
| - | -------------------- | ----------------------- | ---------- |
| 1 | Kanstantsín Siutsou  | Team Columbia-High Road | 5h 04' 34" |
| 2 | Edvald Boasson Hagen | Team Columbia-High Road | + 21"      |
| 3 | Danilo Di Luca       | LPR Brakes-Farnese Vini | m. t.      |
| 4 | Michael Rogers       | Team Columbia-High Road | m. t.      |
| 5 | Franco Pellizotti    | Liquigas                | m. t.      |

|   | Ciclista        | Equip                   | Temps       |
| - | --------------- | ----------------------- | ----------- |
| 1 | Danilo Di Luca  | LPR Brakes-Farnese Vini | 33h 13' 35" |
| 2 | Thomas Lövkvist | Team Columbia-High Road | + 13"       |
| 3 | Michael Rogers  | Team Columbia-High Road | + 44"       |
| 4 | Levi Leipheimer | Astana Qazaqstan Team   | + 51"       |
| 5 | Denís Ménxov    | Rabobank ProTeam        | + 58"       |

Etapa 9. Milà - Milà. 17 de maig de 2009. 165 km
La ciutat de Milà sol acollir l'arribada del Giro d'Itàlia. Enguany això no passa i acull una etapa que discorre íntegrament per un circuit urbà de 16 km al qual els ciclistes han de donar 10 voltes
L'etapa, que havia de servir per al lluïment dels ciclistes, s'ha acabat convertint en una protesta contra l'organització del Giro. Quan faltaven 6 voltes per finalitzar l'etapa els ciclistes s'han plantat com a protesta per la perillositat del recorregut de l'etapa i la del dia anterior. Danilo Di Luca, líder de la cuesa, ha estat l'encarregat de comunicar la decisió al públic. A partir d'aquell moment els ciclistes han reduït la velocitat per tal de no prendre riscos i sols ha estat disputada l'arribada final, en què ha guanyat el britànic Mark Cavendish.
|   | Ciclista            | Equip                   | Temps      |
| - | ------------------- | ----------------------- | ---------- |
| 1 | Mark Cavendish      | Team Columbia-High Road | 4h 16' 13" |
| 2 | Allan Davis         | Quick Step              | m. t.      |
| 3 | Tyler Farrar        | Garmin-Slipstream       | m. t.      |
| 4 | Matthew Goss        | Team Saxo Bank          | m. t.      |
| 5 | Alessandro Petacchi | LPR Brakes-Farnese Vini | m. t.      |

|   | Ciclista        | Equip                   | Temps       |
| - | --------------- | ----------------------- | ----------- |
| 1 | Danilo Di Luca  | LPR Brakes-Farnese Vini | 37h 29' 48" |
| 2 | Thomas Lövkvist | Team Columbia-High Road | + 13"       |
| 3 | Michael Rogers  | Team Columbia-High Road | + 44"       |
| 4 | Levi Leipheimer | Astana Qazaqstan Team   | + 51"       |
| 5 | Denís Ménxov    | Rabobank ProTeam        | + 58"       |

Etapa 10. Cuneo - Pinerolo. 19 de maig de 2009. 262 km
Després de la primera jornada de descans té lloc l'etapa reina d'aquesta edició del Giro, alhora que l'etapa més llarga. La primera intenció de l'organització era fer un traçat per terres franceses, tot repetint una etapa que s'havia fet en l'edició del Giro d'Itàlia de 1949, amb Fausto Coppi com a protagonista. Es volia pujar, el coll de la Maddalena, el col de Vars, el col d'Izoard, Monginevro i Sestriere, però finalment es desestimà per les dificultats de comunicació entre les diferents valls dels Alps.
L'escapada del dia es formà abans de l'ascensió al primer port de la jornada. En aquesta escadapa hi havia, entre d'altres, Stefano Garzelli, que posà un ritme molt dur que ningú més pogué seguir i feu que fos el primer a coronar els ports de Moncenisio i Sestriere. Garzelli arribà a tenir més de 6' respecte al grup dels favorits en alguns moments de la cursa, però el fort ritme imposat pel gran grup en l'ascens al port de Pramartino feu que la diferència s'anés reduint fins a ser agafat. Franco Pellizotti atacà i fou seguit per Danilo Di Luca, Denís Ménxov, Carlos Sastre i David Arroyo, però en el descens un atac del líder, Di Luca, els deixà a tots enrere i aconseguí entrar en solitari a la meta de Pinerolo, augmentat d'aquesta manera la diferència respecta la resta de rivals.
|     | Ciclista          | Equip                   | Temps      |
| --- | ----------------- | ----------------------- | ---------- |
| DSQ | Danilo Di Luca    | LPR Brakes-Farnese Vini | 6h 30' 43" |
| DSQ | Franco Pellizotti | Liquigas                | + 10"      |
| 3   | Denís Ménxov      | Rabobank ProTeam        | m. t.      |
| 4   | Carlos Sastre     | Cervélo TestTeam        | m. t.      |
| 5   | David Arroyo      | Caisse d'Epargne        | + 26"      |

|   | Ciclista          | Equip                   | Temps       |
| - | ----------------- | ----------------------- | ----------- |
| 1 | Danilo Di Luca    | LPR Brakes-Farnese Vini | 44h 00' 11" |
| 2 | Denís Ménxov      | Rabobank ProTeam        | + 1' 20"    |
| 3 | Michael Rogers    | Team Columbia-High Road | + 1' 33"    |
| 4 | Levi Leipheimer   | Astana Qazaqstan Team   | + 1' 40"    |
| 5 | Franco Pellizotti | Liquigas                | + 1' 53"    |

Etapa 11. Torí - Arenzano. 20 de maig de 2009. 214 km
Etapa quasi plana, amb un sol port de 3a categoria a falta de 20 km per a l'arribada, l'alt de Turchino.
L'etapa es desenvolupa amb alguna escapada, cap d'elles importants, que s'acaben durant l'ascensió al port. Durant el descens hi ha nous intents d'escapada, però s'arriba a la línia de meta amb els esprínters preparats per disputar-se la victòria. El britànic Mark Cavendish guanya la seva segona etapa d'aquesta edició.
Durant l'etapa cal destacar l'abandonament de Joaquim Rodríguez Oliver pels dolors en un genoll.
|   | Ciclista            | Equip                   | Temps      |
| - | ------------------- | ----------------------- | ---------- |
| 1 | Mark Cavendish      | Team Columbia-High Road | 4h 51' 17" |
| 2 | Tyler Farrar        | Garmin-Slipstream       | m. t.      |
| 3 | Alessandro Petacchi | LPR Brakes-Farnese Vini | m. t.      |
| 4 | Allan Davis         | Quick Step              | m. t.      |
| 5 | Sébastien Hinault   | Ag2r-La Mondiale        | m. t.      |

|   | Ciclista          | Equip                   | Temps       |
| - | ----------------- | ----------------------- | ----------- |
| 1 | Danilo Di Luca    | LPR Brakes-Farnese Vini | 48h 51' 28" |
| 2 | Denís Ménxov      | Rabobank ProTeam        | + 1' 20"    |
| 3 | Michael Rogers    | Team Columbia-High Road | + 1' 33"    |
| 4 | Levi Leipheimer   | Astana Qazaqstan Team   | + 1' 40"    |
| 5 | Franco Pellizotti | Liquigas                | + 1' 53"    |

Etapa 12. Sestri Levante - Riomaggiore. 21 de maig de 2009. 60,6 km (CRI)
La primera contrarellotge individual de la present edició del Giro té una gran dificultat. És molt llarga i té dues ascensions puntuables, una de tercera categoria i l'altre de segona, amb rampes que arriben al 10%. A tot això cal afegir els llargs descensos.
El primer temps significatiu l'aconseguí David Millar, però ben aviat altres ciclistes el van superar: Marco Pinotti, Edvald Boasson Hagen, Giovanni Visconti, Bradley Wiggins i Stefano Garzelli. Levi Leipheimer i Denís Ménxov des d'un bon començament van marcant els millors temps als controls de pas. Menxov sempre se situa entre 30 segons i un minut millor que Leipheimer als punts de pas i 20 segons a la línia d'arribada. L'excel·lent temps de Menxov el col·loca en temps de líder, metre que a Leipheimer l'acosta a les primeres posicions. El fins ara líder Danilo Di Luca acaba sisè a quasi dos minuts del vencedor.
La sorpresa negativa de la jornada fou el temps que va perdre el tres cops campió del món de contrarellotge individual Michael Rogers, que perdé vora tres minuts respecte Menxov. Carlos Sastre, per la seva banda, va perdre poc més de 2 minuts i a poc a poc es va acostant a les posicions capdavanteres de la general.
|   | Ciclista          | Equip                        | Temps      |
| - | ----------------- | ---------------------------- | ---------- |
| 1 | Denís Ménxov      | Rabobank ProTeam             | 1h 34' 29" |
| 2 | Levi Leipheimer   | Astana Qazaqstan Team        | + 20"      |
| 3 | Stefano Garzelli  | Acqua & Sapone-Caffè Mokambo | + 1' 03"   |
| 4 | Janez Brajkovič   | Astana Qazaqstan Team        | + 1' 14"   |
| 5 | Franco Pellizotti | Liquigas                     | + 1' 27"   |

|   | Ciclista          | Equip                   | Temps       |
| - | ----------------- | ----------------------- | ----------- |
| 1 | Denís Ménxov      | Rabobank ProTeam        | 50h 27' 17" |
| 2 | Danilo Di Luca    | LPR Brakes-Farnese Vini | + 34"       |
| 3 | Levi Leipheimer   | Astana Qazaqstan Team   | + 40"       |
| 4 | Franco Pellizotti | Liquigas                | + 2' 00"    |
| 5 | Carlos Sastre     | Cervélo TestTeam        | + 2' 52"    |

Etapa 13. Camaiore - Florència. 22 de maig de 2009. 176 km
Després de la dura etapa del dia anterior arriba una etapa completament plana, amb un sol port de muntanya de tercera categoria al km 67. L'arribada a l'esprint és quasi garantida.
Tres ciclistes s'escapen del gran grup al km 12, Mikhaïl Ignàtiev, Leonardo Scarselli i Björn Schröder. La màxima diferència fou de 5'20", però el gran grup no volia que arribessin en solitari. A manca de 32 km foren agafats Ignàtiev i Scarselli, mentre Schröder aguantà sol fins a falta de 6 km per a l'arribada. Mark Cavendish es va imposar a l'esprint per davant d'Alessandro Petacchi, aconseguint d'aquesta manera la 3a victòria
|   | Ciclista            | Equip                   | Temps      |
| - | ------------------- | ----------------------- | ---------- |
| 1 | Mark Cavendish      | Team Columbia-High Road | 3h 48' 36" |
| 2 | Alessandro Petacchi | LPR Brakes-Farnese Vini | m. t.      |
| 3 | Allan Davis         | Quick Step              | m. t.      |
| 4 | Robert Hunter       | Barloworld              | m. t.      |
| 5 | Tyler Farrar        | Garmin-Slipstream       | m. t.      |

|   | Ciclista          | Equip                   | Temps       |
| - | ----------------- | ----------------------- | ----------- |
| 1 | Denís Ménxov      | Rabobank ProTeam        | 54h 16' 01" |
| 2 | Danilo Di Luca    | LPR Brakes-Farnese Vini | + 34"       |
| 3 | Levi Leipheimer   | Astana Qazaqstan Team   | + 40"       |
| 4 | Franco Pellizotti | Liquigas                | + 2' 00"    |
| 5 | Carlos Sastre     | Cervélo TestTeam        | + 2' 52"    |

Etapa 14. Campi Bisenzio - Bolonya. 23 de maig de 2009. 172 km
Etapa de mitja muntanya, amb cinc ports puntuables, el darrer d'ells línia d'arribada a la ciutat de Bolonya.
Una escapada formada al km 12 i integrada per 14 ciclistes va marcar l'etapa. Els escapats arribaren a tenir una màxima diferència de 4 minuts i mig. Mentrestant, pel darrere, els favorits es vigilaven mútuament i tot i els intents en els darrers quilòmetre per part de Di Luca i el seu equip d'endurir la cursa finalment els favorits arribaren junts a meta. El vencedor de l'etapa fou Simon Gerrans, que demostrà ser el més fort del grup de 14 en l'ascensió al santuari de Luca.
|   | Ciclista           | Equip                 | Temps      |
| - | ------------------ | --------------------- | ---------- |
| 1 | Simon Gerrans      | Cervélo TestTeam      | 4h 16' 48" |
| 2 | Rubens Bertogliati | Diquigiovanni-Androni | + 12"      |
| 3 | Francesco Gavazzi  | Lampre-NGC            | + 18"      |
| 4 | Evgeni Petrov      | Team Katusha          | + 24"      |
| 5 | Philip Deignan     | Cervélo TestTeam      | + 27"      |

|   | Ciclista          | Equip                   | Temps       |
| - | ----------------- | ----------------------- | ----------- |
| 1 | Denís Ménxov      | Rabobank ProTeam        | 58h 33' 53" |
| 2 | Danilo Di Luca    | LPR Brakes-Farnese Vini | + 34"       |
| 3 | Levi Leipheimer   | Astana Qazaqstan Team   | + 43"       |
| 4 | Franco Pellizotti | Liquigas                | + 2' 00"    |
| 5 | Carlos Sastre     | Cervélo TestTeam        | + 2' 52"    |

Etapa 15. Forlì - Faenza. 24 de maig de 2009. 161 km
Nova etapa de mitja muntanya, amb quatre ports de muntanya a la part central de l'etapa. Amb tot, els darrers quilòmetres són de descens fins a l'arriba a Faenza.
Etapa de nervis pel líder de la cursa, Denís Ménxov, en veure que Ivan Basso atacava en l'ascens al penúltim port de l'etapa. Junt a Stefano Garzelli arribà a tenir un minut de diferència. Pel darrere Menxov tirava en solitari. En el darrer port Di Luca també atacà, però fou seguir per Menxov i Carlos Sastre. Aquest atac va ajudar a reduir la diferència de Basso i que a falta de 13 km fos agafat, quedant tot en un ensurt.
Per davant una escapada formada per 16 corredors arribà a tenir fins a 6' respecte al gran grup. A poc a poc es van anar quedant corredors fins que sols quedà Leonardo Bertagnolli, que guanyà l'etapa en solitari.
|     | Ciclista             | Equip                   | Temps      |
| --- | -------------------- | ----------------------- | ---------- |
| DSQ | Leonardo Bertagnolli | Diquigiovanni-Androni   | 4h 18' 34" |
| 2   | Serge Pauwels        | Cervélo TestTeam        | + 54"      |
| 3   | Marco Pinotti        | Team Columbia-High Road | m. t.      |
| 4   | Lars Bak             | Team Saxo Bank          | m. t.      |
| 5   | Marco Marzano        | Lampre-NGC              | + 56"      |

|   | Ciclista          | Equip                   | Temps       |
| - | ----------------- | ----------------------- | ----------- |
| 1 | Denís Ménxov      | Rabobank ProTeam        | 62h 54' 23" |
| 2 | Danilo Di Luca    | LPR Brakes-Farnese Vini | + 34"       |
| 3 | Levi Leipheimer   | Astana Qazaqstan Team   | + 43"       |
| 4 | Franco Pellizotti | Liquigas                | + 2' 00"    |
| 5 | Carlos Sastre     | Cervélo TestTeam        | + 2' 52"    |

Etapa 16. Pergola - Monte Petrano. 25 de maig de 2009. 237 km
Etapa llarguíssima d'alta muntanya, amb quatre ports puntuables, el darrer d'ells l'arribada, el Monte Petrano, i nombroses dificultats no puntuables. Veritable etapa reina d'aquesta edició.
Una nombrosa etapa de fins a 16 corredors va marcar els primers quilòmetres de la cursa. A partir del port de Nerone queden al capdavant Michele Scarponi i Damiano Cunego, sent agafats poc després per Iaroslav Popòvitx i Gabriele Bosisio. Al següent port Scarponi queda despenjat i Popòvitx s'escapa en el descens, arribant a tenir 4' respecte al grup de favorits. En l'ascens al darrer port, el Monte Petrano, els favorits es comencen a atacar entre ells. Després d'algun intent sense sort serà Carlos Sastre el que aconseguirà fer forat i marxar en solitari. A manca de 2 km Sastre agafa Popòvitx i marxa directe cap a la victòria d'etapa, que aconseguirà amb quasi mig minut respecte al líder.
|   | Ciclista         | Equip                        | Temps      |
| - | ---------------- | ---------------------------- | ---------- |
| 1 | Carlos Sastre    | Cervélo TestTeam             | 7h 11' 54" |
| 2 | Denís Ménxov     | Rabobank ProTeam             | + 25"      |
| 3 | Danilo Di Luca   | LPR Brakes-Farnese Vini      | + 26"      |
| 4 | Ivan Basso       | Liquigas                     | + 29"      |
| 5 | Stefano Garzelli | Acqua & Sapone-Caffè Mokambo | + 1' 19"   |

|   | Ciclista          | Equip                   | Temps       |
| - | ----------------- | ----------------------- | ----------- |
| 1 | Denís Ménxov      | Rabobank ProTeam        | 70h 06' 30" |
| 2 | Danilo Di Luca    | LPR Brakes-Farnese Vini | + 39"       |
| 3 | Carlos Sastre     | Cervélo TestTeam        | + 2' 19"    |
| 4 | Franco Pellizotti | Liquigas                | + 3' 08"    |
| 5 | Ivan Basso        | Liquigas                | + 3' 19"    |

Etapa 17. Chieti - Blockhaus. 27 de maig de 2009. 83 km
Una etapa molt curta, però amb la difícil ascensió al Blockhaus. Aquesta etapa havia d'acollir la Cima Coppi (2.064 m) de la present edició, però les condicions de la carretera al cim del Blockhaus feren que sols s'arribés a la cota 1631, reduint-se la pujada en 4 km. Els primers 44 km de l'etapa són bàsicament plans i a nivell de mar, per a partir d'aquí començar l'ascensió fins al Blockhaus
Després d'un dia de descans els ciclistes afronten una etapa explosiva. Com en dies precedents l'etapa comença amb una nombrosa escapada que arribà a tenir 3' sobre el gran grup, encapçalat pels homes de Di Luca. A l'inici del Blockhaus sols queden tres homes de l'escapada, però un atac de Franco Pellizotti frustra les seves aspiracions a victòria. A poc a poc anà agafant distància respecte als favorits i sols Lance Armstrong intenta, sense sort, agafar-lo. Els contstants atacs de Di Luca per deixar enrere Menxov no van tenir efecte, però sí que van servir per desfonsar Sastre, el qual perdé 2' respecte al vencedor Pellizotti, vencedor de l'etapa.
|     | Ciclista          | Equip                        | Temps      |
| --- | ----------------- | ---------------------------- | ---------- |
| DSQ | Franco Pellizotti | Liquigas                     | 2h 21' 06" |
| 2   | Stefano Garzelli  | Acqua & Sapone-Caffè Mokambo | + 42"      |
| 3   | Danilo Di Luca    | LPR Brakes-Farnese Vini      | + 43"      |
| 4   | Denís Ménxov      | Rabobank ProTeam             | + 48"      |
| 5   | Ivan Basso        | Liquigas                     | + 57"      |

|   | Ciclista          | Equip                   | Temps       |
| - | ----------------- | ----------------------- | ----------- |
| 1 | Denís Ménxov      | Rabobank ProTeam        | 72h 28' 24" |
| 2 | Danilo Di Luca    | LPR Brakes-Farnese Vini | + 26"       |
| 3 | Franco Pellizotti | Liquigas                | + 2' 00"    |
| 4 | Ivan Basso        | Liquigas                | + 3' 28"    |
| 5 | Carlos Sastre     | Cervélo TestTeam        | + 3' 30"    |

Etapa 18. Sulmona - Benevento. 28 de maig de 2009. 182 km
Una sola dificultat muntanyosa, als 20 km de la sortida, és el que es troben els ciclistes en aquesta etapa. Bona part de l'etapa té tendència a la baixada i els darrers quilòmetres són ondulats, però sense cap port puntuable.
Etapa tranquil·la pels favorits a la general i en què una escapada de 25 ciclistes formada en l'únic port de l'etapa ha evitat una arribada a l'esprint. Tot semblava que la lluita seria entre ells, però continus atacs entre els escapats ha acabat amb la formació d'un grup de set: Scarponi, Pate, Bock, McCartney, Cardenas, Devenyns i Grabovsky. A l'arribada, lleugerament en pujada, Scarponi ha estat el més ràpid, aconseguint, d'aquesta manera, la seva segona etapa en la present edició del Giro.
|   | Ciclista         | Equip                 | Temps      |
| - | ---------------- | --------------------- | ---------- |
| 1 | Michele Scarponi | Diquigiovanni-Androni | 4h 07' 41" |
| 2 | Félix Cárdenas   | Barloworld            | m. t.      |
| 3 | Danny Pate       | Garmin-Slipstream     | m. t.      |
| 4 | Lars Bak         | Team Saxo Bank        | m. t.      |
| 5 | Dmitrò Hrabovski | ISD-NERI              | + 6"       |

|   | Ciclista          | Equip                   | Temps       |
| - | ----------------- | ----------------------- | ----------- |
| 1 | Denís Ménxov      | Rabobank ProTeam        | 76h 40' 02" |
| 2 | Danilo Di Luca    | LPR Brakes-Farnese Vini | + 26"       |
| 3 | Franco Pellizotti | Liquigas                | + 2' 00"    |
| 4 | Ivan Basso        | Liquigas                | + 3' 28"    |
| 5 | Carlos Sastre     | Cervélo TestTeam        | + 3' 30"    |

Etapa 19. Avellino - Vesuvi. 29 de maig de 2009. 164 km
Els primers 150 quilòmetres de l'etapa estan plens de tobogans i petites cotes que no són puntuables i sols es troba un petit port de tercera categoria al km 100. Els darrers 13 km de l'etapa són l'ascensió al Vesuvi, fins a la cota 1000.
Mauro Facci i Yuriy Krivtsov van ser els animadors de la primera part de la cursa, en escapar-se i arribar a tenir fins a 7' respecte al gran grup. A partir del primer port de 3a categoria l'equip de Di Luca augmentà el ritme de cara a endurir l'etapa. Poc abans de l'ascens al Vesuvi els escapats foren agafats. Primer Garzelli i després Basso van intentar l'escapada, fins que a manca de 6 km Sastre s'escapà per a arribar a la meta en solitari.
|   | Ciclista          | Equip                   | Temps      |
| - | ----------------- | ----------------------- | ---------- |
| 1 | Carlos Sastre     | Cervélo TestTeam        | 4h 33' 23" |
| 2 | Franco Pellizotti | Liquigas                | + 21"      |
| 3 | Danilo Di Luca    | LPR Brakes-Farnese Vini | + 30"      |
| 4 | Denís Ménxov      | Rabobank ProTeam        | m. t.      |
| 5 | Ivan Basso        | Liquigas                | + 35"      |

|   | Ciclista          | Equip                   | Temps       |
| - | ----------------- | ----------------------- | ----------- |
| 1 | Denís Ménxov      | Rabobank ProTeam        | 81h 13' 55" |
| 2 | Danilo Di Luca    | LPR Brakes-Farnese Vini | + 18"       |
| 3 | Franco Pellizotti | Liquigas                | + 1' 39"    |
| 4 | Carlos Sastre     | Cervélo TestTeam        | + 2' 40"    |
| 5 | Ivan Basso        | Liquigas                | + 3' 33"    |

Etapa 20. Nàpols - Anagni. 30 de maig de 2009. 203 km
Etapa completament plana, amb una sola dificultat muntanyosa a manca de 20 km i l'arribada també en pujada, ja que és la mateixa del port, però en aquest cas no puntua.
D'aquesta etapa destaca la lluita que hi hagué en l'esprint intermedi pels segons de bonificació entre els primers de la general. El vencedor fou Menxov, que augmentà la diferència en 2" respecte al seu immediat perseguidor. Tot seguit es produí una escapda de 4 corredors, els quals foren agafats durant l'ascens al port. Altres corredors ho intentaren sense sort. A manca d'un km Gilbert atacà i aconseguí la victòria en solitari, aprofitant la pujada que hi havia fins a la meta.
|   | Ciclista          | Equip                        | Temps      |
| - | ----------------- | ---------------------------- | ---------- |
| 1 | Philippe Gilbert  | Silence-Lotto                | 4h 30' 07" |
| 2 | Thomas Voeckler   | Bbox Bouygues Telecom        | + 2"       |
| 3 | Stefano Garzelli  | Acqua & Sapone-Caffè Mokambo | + 7"       |
| 4 | Allan Davis       | Quick Step                   | m. t.      |
| 5 | Sébastien Hinault | Ag2r-La Mondiale             | m. t.      |

|   | Ciclista          | Equip                   | Temps       |
| - | ----------------- | ----------------------- | ----------- |
| 1 | Denís Ménxov      | Rabobank ProTeam        | 85h 44' 05" |
| 2 | Danilo Di Luca    | LPR Brakes-Farnese Vini | + 20"       |
| 3 | Franco Pellizotti | Liquigas                | + 1' 43"    |
| 4 | Carlos Sastre     | Cervélo TestTeam        | + 2' 44"    |
| 5 | Ivan Basso        | Liquigas                | + 3' 37"    |

Etapa 21. Roma - Roma. 31 de maig de 2009. 14,4 km (CRI)
Etapa final del Giro 2009 amb una Contrarellotge individual pels carrers de Roma, tot passant pels llocs més emblemàtics de la ciutat: plaça Sant Pere, via del Corso, circ Màxim o Coloseu
El vencedor de l'etapa fou el lituà del Cervélo TestTeam Ignatas Konovalovas. Konovalovas fou el 79è ciclista en prendre la sortida i fou un dels darrers en sortir abans no comencés a ploure, cosa que va dificultar molt la circulació pels carrers de Roma i impedí que el seu temps fos millorat.
La lluita per la maglia rosa va tenir un punt extra d'emoció en caure Menxov a terra en el darrer quilòmetre. Menxov no va prendre mal i un ràpid canvi de bicicleta va permetre que arribés a la meta amb el temps suficient per conservar el seu lideratge.
|   | Ciclista             | Equip                   | Temps   |
| - | -------------------- | ----------------------- | ------- |
| 1 | Ignatas Konovalovas  | Cervélo TestTeam        | 18' 42" |
| 2 | Bradley Wiggins      | Garmin-Slipstream       | + 1"    |
| 3 | Edvald Boasson Hagen | Team Columbia-High Road | + 7"    |
| 4 | Iaroslav Popòvitx    | Astana Qazaqstan Team   | + 11"   |
| 5 | Marzio Bruseghin     | Lampre-NGC              | + 16"   |

|   | Ciclista          | Equip                   | Temps       |
| - | ----------------- | ----------------------- | ----------- |
| 1 | Denís Ménxov      | Rabobank ProTeam        | 86h 03' 11" |
| 2 | Danilo Di Luca    | LPR Brakes-Farnese Vini | + 41"       |
| 3 | Franco Pellizotti | Liquigas                | + 1' 59"    |
| 4 | Carlos Sastre     | Cervélo TestTeam        | + 3' 46"    |
| 5 | Ivan Basso        | Liquigas                | + 3' 59"    |

## Classificacions finals
|     | Ciclista          | Equip                        | Temps       |
| --- | ----------------- | ---------------------------- | ----------- |
| 1   | Denís Ménxov      | Rabobank ProTeam             | 86h 03' 11" |
| DSQ | Danilo Di Luca    | LPR Brakes-Farnese Vini      | + 41"       |
| DSQ | Franco Pellizotti | Liquigas                     | + 1' 59"    |
| 2   | Carlos Sastre     | Cervélo TestTeam             | + 3' 46"    |
| 3   | Ivan Basso        | Liquigas                     | + 3' 59"    |
| 4   | Levi Leipheimer   | Astana Qazaqstan Team        | + 5' 28"    |
| 5   | Stefano Garzelli  | Acqua & Sapone-Caffè Mokambo | + 8' 43"    |
| 6   | Michael Rogers    | Team Columbia-High Road      | + 10' 01"   |
| DSQ | Tadej Valjavec    | AG2R La Mondiale             | + 11' 13"   |
| 7   | Marzio Bruseghin  | Lampre-NGC                   | + 11' 28"   |

|     | Ciclista          | Equip                        | Punts |
| --- | ----------------- | ---------------------------- | ----- |
| 1   | Stefano Garzelli  | Acqua & Sapone-Caffè Mokambo | 61    |
| DSQ | Danilo Di Luca    | LPR Brakes-Farnese Vini      | 45    |
| 2   | Denís Ménxov      | Rabobank ProTeam             | 41    |
| 3   | Andrí Hrivko      | ISD-NERI                     | 40    |
| DSQ | Franco Pellizotti | Liquigas                     | 38    |
| 4   | Carlos Sastre     | Cervélo TestTeam             | 30    |
| 5   | Michele Scarponi  | Serramenti PVC Diquigiovanni | 24    |
| 6   | Giovanni Visconti | ISD-NERI                     | 24    |
| 7   | Simon Gerrans     | Cervélo TestTeam             | 15    |
| 8   | Damiano Cunego    | Lampre-NGC                   | 14    |

|     | Ciclista             | Equip                        | Punts |
| --- | -------------------- | ---------------------------- | ----- |
| DSQ | Danilo Di Luca       | LPR Brakes-Farnese Vini      | 170   |
| 1   | Denís Ménxov         | Rabobank ProTeam             | 144   |
| DSQ | Franco Pellizotti    | Liquigas                     | 133   |
| 2   | Stefano Garzelli     | Acqua & Sapone-Caffè Mokambo | 133   |
| 3   | Alessandro Petacchi  | LPR Brakes-Farnese Vini      | 104   |
| 4   | Edvald Boasson Hagen | Team Columbia-High Road      | 103   |
| 5   | Carlos Sastre        | Cervélo TestTeam             | 86    |
| 6   | Allan Davis          | Liquigas                     | 82    |
| 7   | Ivan Basso           | Liquigas                     | 74    |
| 8   | Levi Leipheimer      | Astana Qazaqstan Team        | 70    |

|    | Ciclista              | Equip                        | Temps        |
| -- | --------------------- | ---------------------------- | ------------ |
| 1  | Kevin Seeldraeyers    | Quick Step                   | 86h 19' 26"  |
| 2  | Francesco Masciarelli | Acqua & Sapone-Caffè Mokambo | + 2' 55"     |
| 3  | Francis De Greef      | Silence-Lotto                | + 17' 03"    |
| 4  | Thomas Lövkvist       | Team Columbia-High Road      | + 31' 45"    |
| 5  | Jackson Rodríguez     | Serramenti PVC Diquigiovanni | + 34' 37"    |
| 6  | Andrei Zeits          | Astana Qazaqstan Team        | + 58' 41"    |
| 7  | Chris Froome          | Barloworld                   | + 59' 06"    |
| 8  | Marcos García         | Xacobeo Galicia              | + 1h 26' 10" |
| 9  | Arnold Jeannesson     | Caisse d'Epargne             | + 1h 41' 55" |
| 10 | Dario Cataldo         | Quick Step                   | + 1h 44' 09" |

|    | Equip                        | Temps        |
| -- | ---------------------------- | ------------ |
| 1  | Astana Qazaqstan Team        | 257h 48' 40" |
| 2  | Team Columbia-High Road      | + 24' 15"    |
| 3  | Serramenti PVC Diquigiovanni | + 27' 17"    |
| 4  | Liquigas                     | + 32' 21"    |
| 5  | Lampre-NGC                   | + 58' 58"    |
| 6  | Caisse d'Epargne             | + 1h 10' 52" |
| 7  | Cervélo TestTeam             | + 1h 16' 23" |
| 8  | Acqua & Sapone-Caffè Mokambo | + 1h 18' 52" |
| 9  | Rabobank ProTeam             | + 1h 51' 45" |
| 10 | LPR Brakes-Farnese Vini      | + 1h 53' 34" |

|    | Equip                        | Punts |
| -- | ---------------------------- | ----- |
| 1  | Team Columbia-High Road      | 400   |
| 2  | LPR Brakes-Farnese Vini      | 314   |
| 3  | Liquigas                     | 302   |
| 4  | Serramenti PVC Diquigiovanni | 273   |
| 5  | Astana Qazaqstan Team        | 269   |
| 6  | Lampre-NGC                   | 262   |
| 7  | Cervélo TestTeam             | 228   |
| 8  | Acqua & Sapone-Caffè Mokambo | 228   |
| 9  | Quick Step                   | 220   |
| 10 | Rabobank ProTeam             | 199   |

## Evolució de les classificacions
| Etapa (Vencedor)                 | Classificació general Maglia rosa  | Classificació de la muntanya Maglia verde     | Classificació per punts Maglia ciclamino | Classificació dels joves Maglia bianca      | Trofeu Fast Team             |
| -------------------------------- | ---------------------------------- | --------------------------------------------- | ---------------------------------------- | ------------------------------------------- | ---------------------------- |
| 1a etapa Team Columbia-High Road | Mark Cavendish                     | no s'entrega                                  | no s'entrega                             | Mark Cavendish                              | Team Columbia-High Road      |
| 2a etapa Alessandro Petacchi     | Mark Cavendish                     | David García Dapena                           | Alessandro Petacchi                      | Mark Cavendish                              | Team Columbia-High Road      |
| 3a etapa Alessandro Petacchi     | Alessandro Petacchi                | Mauro Facci                                   | Alessandro Petacchi                      | Tyler Farrar                                | Team Columbia-High Road      |
| 4a etapa Danilo Di Luca          | Thomas Lövkvist                    | Danilo Di Luca                                | Alessandro Petacchi                      | Thomas Lövkvist                             | Team Columbia-High Road      |
| 5a etapa Denís Ménxov            | Danilo Di Luca                     | Danilo Di Luca                                | Alessandro Petacchi                      | Thomas Lövkvist                             | Astana Qazaqstan Team        |
| 6a etapa Michele Scarponi        | Danilo Di Luca                     | Danilo Di Luca                                | Danilo Di Luca                           | Thomas Lövkvist                             | Astana Qazaqstan Team        |
| 7a etapa Edvald Boasson Hagen    | Danilo Di Luca                     | Danilo Di Luca                                | Danilo Di Luca                           | Thomas Lövkvist                             | Team Columbia-High Road      |
| 8a etapa Kanstantsín Siutsou     | Danilo Di Luca                     | Danilo Di Luca                                | Danilo Di Luca                           | Thomas Lövkvist                             | Team Columbia-High Road      |
| 9a etapa Mark Cavendish          | Danilo Di Luca                     | Danilo Di Luca                                | Danilo Di Luca                           | Thomas Lövkvist                             | Team Columbia-High Road      |
| 10a etapa Danilo Di Luca         | Danilo Di Luca                     | Stefano Garzelli                              | Danilo Di Luca                           | Thomas Lövkvist                             | Astana Qazaqstan Team        |
| 11a etapa Mark Cavendish         | Danilo Di Luca                     | Stefano Garzelli                              | Danilo Di Luca                           | Thomas Lövkvist                             | Astana Qazaqstan Team        |
| 12a etapa Denís Ménxov           | Denís Ménxov                       | Stefano Garzelli                              | Danilo Di Luca                           | Thomas Lövkvist                             | Astana Qazaqstan Team        |
| 13a etapa Mark Cavendish         | Denís Ménxov                       | Stefano Garzelli                              | Danilo Di Luca                           | Thomas Lövkvist                             | Astana Qazaqstan Team        |
| 14a etapa Simon Gerrans          | Denís Ménxov                       | Stefano Garzelli                              | Danilo Di Luca                           | Thomas Lövkvist                             | Astana Qazaqstan Team        |
| 15a etapa Leonardo Bertagnolli   | Denís Ménxov                       | Stefano Garzelli                              | Danilo Di Luca                           | Thomas Lövkvist                             | Astana Qazaqstan Team        |
| 16a etapa Carlos Sastre          | Denís Ménxov                       | Stefano Garzelli                              | Danilo Di Luca                           | Kevin Seeldraeyers                          | Astana Qazaqstan Team        |
| 17a etapa Franco Pellizotti      | Denís Ménxov                       | Stefano Garzelli                              | Danilo Di Luca                           | Kevin Seeldraeyers                          | Astana Qazaqstan Team        |
| 18a etapa Michele Scarponi       | Denís Ménxov                       | Stefano Garzelli                              | Danilo Di Luca                           | Kevin Seeldraeyers                          | Astana Qazaqstan Team        |
| 19a etapa Carlos Sastre          | Denís Ménxov                       | Stefano Garzelli                              | Danilo Di Luca                           | Kevin Seeldraeyers                          | Astana Qazaqstan Team        |
| 20a etapa Philippe Gilbert       | Denís Ménxov                       | Stefano Garzelli                              | Danilo Di Luca                           | Kevin Seeldraeyers                          | Astana Qazaqstan Team        |
| 21a etapa Ignatas Konovalovas    | Denís Ménxov                       | Stefano Garzelli                              | Danilo Di Luca                           | Kevin Seeldraeyers                          | Astana Qazaqstan Team        |
| Final                            | Classificació general Denís Ménxov | Classificació de la muntanya Stefano Garzelli | Classificació per punts Danilo Di Luca   | Classificació dels joves Kevin Seeldraeyers | Trofeu Astana Qazaqstan Team |

Maillots portats per altres ciclistes quan un corredor n'acapara més d'un
- A l'etapa 2 Edvald Boasson Hagen porta el mallot blanc.
- A l'etapa 3 Thomas Lövkvist porta el mallot blanc.
- A l'etapa 4 Francesco Gavazzi porta la maglia ciclamino.
- A l'etapa 5 John-Lee Augustyn porta el mallot blanc.
- A les etapes 6 a 8 Denís Ménxov porta la maglia verda.
- A les etapes 7 i 8 Alessandro Petacchi porta la maglia ciclamino.
- A les etapes 9 i 10 Stefano Garzelli porta la maglia verda.
- A les etapes 9 a 12 Edvald Boasson Hagen porta la maglia ciclamino.

## Dopatge i classificacions finals
Danilo Di Luca va donar positiu per CERA i després de confirmar-se, va ser desposseït dels seus resultats durant la prova i sancionat per 2 anys. En un principi, Franco Pellizotti va ocupar el 2n lloc, però uns resultats irregulars que va tenir amb el passaport biològic, van portar a sancionar-lo també amb 2 anys i l'anul·lació dels resultats del 2009, inclòs el Giro. Tadej Valjavec va ser sancionat i desqualificat pels mateixos moius que Pellizotti. En aquesta cursa també afecta la sanció que va patir Lance Armstrong.
Amb aquests canvis, la nova classificació queda amb Carlos Sastre i Ivan Basso en 2n i 3r lloc, Stefano Garzelli vencedor de la 4a 1 17a etapes i Denís Ménxov vencedor de la 10a i de la classificació per punts.